# تاكاهاشي أودين
تاكاهاشي أودين (باليابانية: 高橋 お伝)، من مواليد 1848، وأُعدمت بتاريخ 31 يناير 1879، امرأة يابانية، تم تنفيذ حُكم الإعدام بتهمة القتل، واشتبهت بأنها قامت بتسميم زوجها.